# Élections générales québécoises de 2003
Les élections générales québécoises de 2003 ont lieu le 14 avril 2003 afin d'élire les députés de la 37e législature à l'Assemblée nationale du Québec.
Le Parti libéral du Québec (PLQ) dirigé par Jean Charest sort vainqueur et obtient un gouvernement majoritaire avec 76 sièges et 46 % des voix, contre le Parti québécois (PQ) du premier ministre sortant Bernard Landry qui obtient 45 sièges et 33 % des voix. Quant à elle, l'Action démocratique du Québec (ADQ) obtient 4 sièges et 18 % des voix.
La campagne oscille autour de plusieurs enjeux, tels que l'efficacité du système de santé, le désir de changement, les fusions et défusions municipales et le système de garderies à cinq dollars.

## Contexte
En 2002, le Parti québécois est au pouvoir depuis deux mandats. Perçu comme usé et fatigué par certains, ses taux d'appui dans les sondages tombaient de façon marquée. Une part importante de ses appuis s'en allaient vers l'Action démocratique du Québec (ADQ) et son jeune chef Mario Dumont. Certains partisans PQ transféraient leur allégeance au Parti libéral.
Bernard Landry, premier ministre et chef du PQ, entreprend la revitalisation du parti et de son image. À mesure que la nature conservatrice de la plate-forme adéquiste devenait plus apparente, la popularité de ce parti commence à baisser. Des mesures social-démocrates adoptées par le gouvernement péquiste, telles l'adoption de la Loi contre la pauvreté, aident à améliorer les résultats du parti dans les sondages. Jean Charest, chef du Parti libéral, continue d'être impopulaire auprès des électeurs. Ces facteurs aident le PQ à regagner l'appui de plusieurs voteurs au début 2003 pour reprendre la première place dans les sondages.
L'élection se déroule sur le fond de la guerre en Irak. Les batailles de cette guerre ont lieu au cours de la première moitié de la campagne, accaparant l'attention des médias et de la population. Landry se met à porter le ruban blanc, porté en 2003 par les Québécois réclamant la paix. Cette coutume est aussitôt adoptée par les deux autres chefs de parti, Charest et Dumont. Landry est le plus critique face à la guerre, les deux autres restent plus discrets. Dumont adresse également des critiques à Landry, disant que les Québécois devraient se retenir de critiquer les Américains trop durement car les Américains sont des amis historiques des Québécois.
Le désir du changement est un facteur important de la campagne. Toutefois, tout en rappelant aux électeurs que le changement fondamental était l'essence même de son but premier, c'est-à-dire la souveraineté, le PQ concentre son message non pas sur le changement mais sur la stabilité. Son slogan électoral, « Restons forts », reflète d'ailleurs cet aspect. Landry tente également de dépeindre l'élection comme un choix entre le Parti québécois, de gauche, et les « deux partis de droite. » Le PLQ se présente comme un parti centriste ; il produit des publicités dynamiques et se dote d'un nouveau logo. L'ADQ met de l'avant son jeune chef et nie être trop de droite. Sa première publicité est une publicité négative qui parle de morts dans les hôpitaux, ce qui se retourne contre lui; le parti diffuse peu après une publicité plus positive.
Malgré la hausse du PQ dans les sondages, Charest apparaît comme une alternative viable pour les gens désirant le changement, surtout au cours du débat des chefs. Un reportage voulant que Jacques Parizeau ait répété son fameux commentaire sur « l'argent et le vote ethnique » prononcé après le référendum de 1995, utilisé par Jean Charest pour confronter Bernard Landry lors du débat, aurait également fait mal au PQ. L'avance des péquistes dans les sondages s'évapore à la mi-campagne.
Le Parti libéral est conduit au pouvoir, tandis que le Parti québécois remporte un nombre respectable de sièges. L'Action démocratique fait élire quatre députés, une amélioration importante en comparaison aux élections précédentes ; c'est tout de même une déception pour le parti, compte tenu du fait qu'il comptait cinq députés avant l'élection générale en résultat de victoires lors d'élections partielles au cours de l'année précédente, et de la première place dans les sondages occupée pendant un certain temps plus tôt dans l'année.
C'est la seule élection générale à laquelle participe le parti de gauche l'Union des forces progressistes, issu de la fusion de trois partis ayant concouru aux élections générales de 1998. Celui-ci fusionnera ensuite avec Option citoyenne pour devenir Québec solidaire avant les élections générales de 2007.

## Système électoral
L'Assemblée nationale est composée de 125 sièges pourvus au scrutin uninominal majoritaire à un tour dans autant de circonscriptions électorales.

## Forces en présence
| Parti politique | Parti politique                      | Idéologie                                                                                                | Candidat au poste de premier/ière ministre | Slogan             | Résultat en 1998 | Députés      | Députés            | Députés   |
| Parti politique | Parti politique                      | Idéologie                                                                                                | Candidat au poste de premier/ière ministre | Slogan             | Résultat en 1998 | Élus en 1998 | À la disso- lution | Candidats |
| --------------- | ------------------------------------ | --- | ------------------------------------------ | ------------------ | ---------------- | ------------ | ------------------ | --------- |
|                 | Parti québécois (PQ)                 | Centre gauche Souverainisme, nationalisme québécois, social-démocratie                                   | Bernard Landry                             | Restons forts      | 17,06            | 76           | 75                 | 125       |
|                 | Parti libéral du Québec (PLQ)        | Centre à Centre droit Fédéralisme, libéralisme économique, social-libéralisme                            | Jean Charest                               | Nous sommes prêts  | 24,82            | 48           | 47                 | 125       |
|                 | Action démocratique du Québec (ADQ)  | Centre droit à droite Autonomisme, libéral-conservatisme, libéralisme économique, nationalisme québécois | Mario Dumont                               | L'avenir autrement | 37,42            | 1            | 1                  | 125       |
|                 | Union des forces progressistes (UFP) | Gauche Souverainisme, socialisme démocratique, altermondialisme                                          | Pierre Dostie et Molly Alexander           | -                  | Nv.              | Nv.          | Nv.                | 74        |

## Déroulement de la campagne

### Événements et chronologie
- 12 mars 2003 : émission du bref d'élection.
- 6 et 7 avril 2003 : jours de vote par anticipation[3].
- 14 avril 2003 : jour du scrutin.
- 4 juin 2003 : ouverture de la session.

## Sondages
| Intentions de votes pendant la 36e législature du Québec |
|                                                          |
| - Parti libéral - Parti québécois - Action démocratique  |

## Résultats
| Libéral   | Parti québécois | Action démocratique |
| 76 sièges | 45 sièges       | 4 sièges            |
| ^         |                 |                     |
| majorité  |                 |                     |

### Résultats par parti politique
| Partis | Partis                | Chef                             | Candidats | Sièges | Sièges | Voix      | Voix   | Voix    |
| Partis | Partis                | Chef                             | Candidats | 1998   | Élus   | Nb        | %      | +/-     |
| --- | --------------------- | -------------------------------- | --------- | ------ | ------ | --------- | ------ | ------- |
| | Libéral               | Jean Charest                     | 125       | 48     | 76     | 1 755 863 | 46 %   | +2,44 % |
| | Parti québécois       | Bernard Landry                   | 125       | 76     | 45     | 1 269 183 | 33,2 % | -9,63 % |
| | Action démocratique   | Mario Dumont                     | 125       | 1      | 4      | 694 122   | 18,2 % | +6,37 % |
| | UFP                   | Pierre Dostie et Molly Alexander | 74        | -      | -      | 40 422    | 1,1 %  | -       |
| | Bloc pot              | Hugô St-Onge                     | 56        | -      | -      | 22 904    | 0,6 %  | +0,36 % |
| | Vert                  | Richard Savignac                 | 37        | -      | -      | 16 975    | 0,4 %  | -       |
| | Égalité               | Keith Henderson                  | 21        | -      | -      | 4 051     | 0,1 %  | -0,20 % |
| | Démocratie chrétienne | Gilles Noël                      | 25        | -      | -      | 3 226     | 0,1 %  | -0,11 % |
| | Marxiste-léniniste    | Claude Brunelle                  | 23        | -      | -      | 2 749     | 0,1 %  | +0,00 % |
| | Indépendant           | Indépendant                      | 35        | -      | -      | 8 269     | 0,2 %  | -0,09 % |
| Total | Total                 | Total                            | 646       | 125    | 125    | 3 817 764 | 100 %  |         |
| Le taux de participation lors de l'élection était de 70,4 % et 48 484 bulletins ont été rejetés. Il y avait 5 490 551 personnes inscrites sur la liste électorale pour l'élection. |                       |                                  |           |        |        |           |        |         |

Le tableau précédent inclut les résultats de la reprise de l'élection générale tenue le 20 mai 2003 dans la circonscription électorale de Champlain pour départager l'égalité dans l'élection initiale.

### Résultats par circonscription
- Abitibi-Est : Pierre Corbeil (Parti libéral)
- Abitibi-Ouest : François Gendron (Parti québécois)
- Acadie : Yvan Bordeleau (Parti libéral)
- Anjou : Lise Thériault (Parti libéral)
- Argenteuil : David Whissell (Parti libéral)
- Arthabaska : Claude Bachand (Parti libéral)
- Beauce-Nord : Janvier Grondin (Action démocratique)
- Beauce-Sud : Diane Leblanc (Parti libéral)
- Beauharnois : Serge Deslières (Parti québécois)
- Bellechasse : Dominique Vien (Parti libéral)
- Berthier : Alexandre Bourdeau (Parti québécois)
- Bertrand : Claude Cousineau (Parti québécois)
- Blainville : Richard Legendre (Parti québécois)
- Bonaventure : Nathalie Normandeau (Parti libéral)
- Borduas : Jean-Pierre Charbonneau (Parti québécois)
- Bourassa-Sauvé : Line Beauchamp (Parti libéral)
- Bourget : Diane Lemieux (Parti québécois)
- Brome-Missisquoi : Pierre Paradis (Parti libéral)
- Chambly : Diane Legault (Parti libéral)
- Champlain : Noella Champagne (Parti québécois)
- Chapleau : Benoît Pelletier (Parti libéral)
- Charlesbourg : Éric R. Mercier (Parti libéral)
- Charlevoix : Rosaire Bertrand (Parti québécois)
- Châteauguay : Jean-Marc Fournier (Parti libéral)
- Chauveau : Sarah Perreault (Parti libéral)
- Chicoutimi : Stéphane Bédard (Parti québécois)
- Chomedey : Thomas Mulcair (Parti libéral)
- Chutes-de-la-Chaudière : Marc Picard (Action démocratique)
- Crémazie : Michèle Lamquin-Éthier (Parti libéral)
- D'Arcy-McGee : Lawrence Bergman (Parti libéral)
- Deux-Montagnes : Hélène Robert (Parti québécois)
- Drummond : Normand Jutras (Parti québécois)
- Dubuc : Jacques Côté (Parti québécois)
- Duplessis : Lorraine Richard (Parti québécois)
- Fabre : Michelle Courchesne (Parti libéral)
- Frontenac : Laurent Lessard (Parti libéral)
- Gaspé : Guy Lelièvre (Parti québécois)
- Gatineau : Réjean Lafrenière (Parti libéral)
- Gouin : André Boisclair (Parti québécois)
- Groulx : Pierre Descoteaux (Parti libéral)
- Hochelaga-Maisonneuve : Louise Harel (Parti québécois)
- Hull : Roch Cholette (Parti libéral)
- Huntingdon : André Chenail (Parti libéral)
- Iberville : Jean Rioux (Parti libéral)
- Iles-de-la-Madeleine : Maxime Arseneau (Parti québécois)
- Jacques-Cartier : Geoffrey Kelley (Parti libéral)
- Jean-Lesage : Michel Després (Parti libéral)
- Jean-Talon : Margaret Delisle (Parti libéral)
- Jeanne-Mance-Viger : Michel Bissonnet (Parti libéral)
- Johnson : Claude Boucher (Parti québécois)
- Joliette : Jonathan Valois (Parti québécois)
- Jonquière : Françoise Gauthier (Parti libéral)
- Kamouraska-Témiscouata : Claude Béchard (Parti libéral)
- Labelle : Sylvain Pagé (Parti québécois)
- Lac-Saint-Jean : Stéphan Tremblay (Parti québécois)
- LaFontaine : Tony Tomassi (Parti libéral)
- La Peltrie : France Hamel (Parti libéral)
- La Pinière : Fatima Houda-Pepin (Parti libéral)
- Laporte : Michel Audet (Parti libéral)
- La Prairie : Jean Dubuc (Parti libéral)
- L'Assomption : Jean-Claude Saint-André (Parti québécois)
- Laurier-Dorion : Christos Sirros (Parti libéral)
- Laval-des-Rapides : Alain Paquet (Parti libéral)
- Laviolette : Julie Boulet (Parti libéral)
- Lévis : Carole Théberge (Parti libéral)
- Lotbinière : Sylvie Roy (Action démocratique)
- Louis-Hébert : Sam Hamad (Parti libéral)
- Marguerite-Bourgeoys : Monique Jérôme-Forget (Parti libéral)
- Marguerite-D'Youville : Pierre Moreau (Parti libéral)
- Marie-Victorin : Cécile Vermette (Parti québécois)
- Marquette : François Ouimet (Parti libéral)
- Masson : Luc Thériault (Parti québécois)
- Maskinongé : Francine Gaudet (Parti libéral)
- Matane : Nancy Charest (Parti libéral)
- Matapédia : Danielle Doyer (Parti québécois)
- Mégantic-Compton : Daniel Bouchard (Parti libéral)
- Mercier : Daniel Turp (Parti québécois)
- Mille-Îles : Maurice Clermont (Parti libéral)
- Mirabel : Denise Beaudoin (Parti québécois)
- Montmagny-L'Islet : Norbert Morin (Parti libéral)
- Montmorency : Raymond Bernier (Parti libéral)
- Mont-Royal : Philippe Couillard (Parti libéral)
- Nelligan : Russell Williams (Parti libéral)
- Nicolet-Yamaska : Michel Morin (Parti québécois)
- Notre-Dame-de-Grâce : Russell Copeman (Parti libéral)
- Orford : Pierre Reid (Parti libéral)
- Outremont : Yves Séguin (Parti libéral)
- Papineau : Norman MacMillan (Parti libéral)
- Pointe-aux-Trembles : Nicole Léger (Parti québécois)
- Pontiac : Charlotte L'Écuyer (Parti libéral)
- Portneuf : Jean-Pierre Soucy (Parti libéral)
- Prévost : Lucie Papineau (Parti québécois)
- René-Lévesque : Marjolain Dufour (Parti québécois)
- Richelieu : Sylvain Simard (Parti québécois)
- Richmond : Yvon Vallières (Parti libéral)
- Rimouski : Solange Charest (Parti québécois)
- Rivière-du-Loup : Mario Dumont (Action démocratique)
- Robert-Baldwin : Pierre Marsan (Parti libéral)
- Roberval : Karl Blackburn (Parti libéral)
- Rosemont : Rita Dionne-Marsolais (Parti québécois)
- Rousseau : François Legault (Parti québécois)
- Rouyn-Noranda-Témiscamingue : Daniel Bernard (Parti libéral)
- Sainte-Marie—Saint-Jacques : André Boulerice (Parti québécois)
- Saint-François : Monique Gagnon-Tremblay (Parti libéral)
- Saint-Henri-Sainte-Anne : Nicole Loiselle (Parti libéral)
- Saint-Hyacinthe : Léandre Dion (Parti québécois)
- Saint-Jean : Jean-Pierre Paquin (Parti libéral)
- Saint-Laurent : Jacques P. Dupuis (Parti libéral)
- Saint-Maurice : Claude Pinard (Parti québécois)
- Shefford : Bernard Brodeur (Parti libéral)
- Sherbrooke : Jean Charest (Parti libéral)
- Soulanges : Lucie Charlebois (Parti libéral)
- Taillon : Pauline Marois (Parti québécois)
- Taschereau : Agnès Maltais (Parti québécois)
- Terrebonne : Jocelyne Caron (Parti québécois)
- Trois-Rivières : André Gabias (Parti libéral)
- Ungava : Michel Létourneau (Parti québécois)
- Vachon : Camil Bouchard (Parti québécois)
- Vanier : Marc Bellemare (Parti libéral)
- Vaudreuil : Yvon Marcoux (Parti libéral)
- Verchères : Bernard Landry (Parti québécois)
- Verdun : Henri-François Gautrin (Parti libéral)
- Viau : William Cusano (Parti libéral)
- Vimont : Vincent Auclair (Parti libéral)
- Westmount-Saint-Louis : Jacques Chagnon (Parti libéral)